# Lyckeby landskommun
Lyckeby landskommun var en kommun i Östra härad i Blekinge län.

## Administrativ historik
Kommunen bildades i samband med den landsomfattande kommunreformen 1952, då Augerum och Lösen lades samman till storkommunen Lyckeby.
Denna gick 1967 upp i Karlskrona stad, nu Karlskrona kommun.

### Kyrklig tillhörighet
I kyrkligt hänseende tillhörde kommunen församlingarna Augerum, Flymen och Lösen. Sedan 2002 motsvarar Lyckå församlings område Lyckeby landskommun.

## Kommunvapen
Kommunvapnet fastställdes av Kungl. Maj:t år 1958: "I svart fält, bestrött med klöverblad, en krona och därunder en av en tinnskura bildad stam, allt av guld". Vapenbilden hämtades från den gamla staden Lyckås sigill.

## Geografi
Lyckeby landskommun omfattade den 1 januari 1952 en areal av 153,41 km², varav 146,55 km² land.

### Tätorter i kommunen 1960
| Tätort   | Folkmängd |
| -------- | --------- |
| Lyckeby  | 2 349     |
| Torskors | 391       |

Tätortsgraden i kommunen var den 1 november 1960 48,7 procent.

## Politik

### Mandatfördelning i valen 1950–62
|  | 19 | 6 | 12 | 2 |

| 36 |

|  | 18 | 5 | 12 | 4 |

| 34 | 6 |

|  | 19 | 6 | 9 | 5 |

| 36 |

|  | 20 | 5 | 10 | 4 |

| 35 |